# Александр Ширванзаде
Мовсісян Олександр Мінасович (вірм. Ալեքսանդր Մինասի Շիրվանզադե, псевдонім — Ширванзаде, 18 квітня 1858, Шемаха, Бакинська губернія — 7 травня 1935, Кисловодськ) — вірменський письменник, один з основоположників вірменської реалістичної прози, драматург.

## Життєпис
Народився в сім'ї кравця, котрий займався торгівлею, однак розорився. Тож Олександр не зміг отримати закінчену освіту. У 17 років вирушив на заробітки в Баку — центр молодої нафтової промисловості, працював рахівником. Соціальні протиріччя, експлуатація багатими промисловцями простих робітників, що ледь зводили кінці з кінцями, спонукали майбутнього письменника взятися в кінці 70-х років за перо журналіста, аби висловити свій протест проти жадібності нафтових магнатів.
У 1885 році Ширванзаде переїздить до Тифліса. Відтоді починається плідна літературна праця письменника-реаліста. Співчуттям до трудового люду просякнуті ранні твори Ширванзаде — «Пожежа на промислах», «Щоденник прикажчика». Здобув популярність опублікованим в 1898 році романом «Хаос», що описує життя великого міста, викриває негативні сторони капіталістичного суспільства, ганить моральний занепад ненаситних багатіїв.
Під час масового знищення вірмен у Туреччині Ширванзаде виступав у пресі на їхній захист. Задля збору коштів поїхав до Росії, але був заарештований і 1898 року засланий до Одеси, де продовжував літературну діяльність. Свої враження про українську перлину на березі Чорного моря Ширванзаде висловив у повісті «Артист». В Одесі Ширванзаде працював над повістю «Меланія».
У 1905–1910 роки Мовсісян жив у Парижі, в 1910–1919 живе у Тифлісі, потім знову виїхав за кордон.
Сподіваючись на подолання класової нерівності, письменник вітав Жовтневий переворот, захоплювався досягненнями Радянської Вірменії. У 1926 році повернувся на батьківщину, став одним з творців вірменської радянської літератури. Виступав на 1-му з'їзді радянських письменників. Політичні комедії О. Ширванзаде стали визначним явищем вірменської драматургії 20-х років.
З початку творчої діяльності Ширванзаде звертається до життя різних верств суспільства: торговців, ремісників, ділків, інтелігенції, артистів. Зображуючи світ патріархальної провінції (роман «Честь» (1885); повість «Злий дух» (1894)), письменник показує проникнення в це середовище нових капіталістичних відносин, психологічно правдиво розкриває драматичні долі окремих людей.
Народний письменник Вірменської РСР (1930) та Азербайджанської РСР (1930). Перший народний письменник Азербайджанської РСР.
Похований у пантеоні ім. Комітаса.

## Вшанування пам'яті
На честь відомого вірменського письменника названа вулиця у Єревані. Ім'я Ширванзаде носить Капанський (Зангезурський) драматичний театр.